# Arroyo Concepción (Bolivia)
Arroyo Concepción es una pequeña localidad de Bolivia, la segunda más grande del municipio de Puerto Quijarro del departamento de Santa Cruz, distante 660 km al sudeste de la ciudad de Santa Cruz de la Sierra en la frontera brasileña.

## Transporte
Arroyo Concepción se ubica a 660 kilómetros por carretera al sureste de la capital del departamento, Santa Cruz de la Sierra.
La ciudad está conectada con Santa Cruz a través de la carretera nacional Ruta 4, de más de 1.500 kilómetros de longitud, que comienza en Tambo Quemado, en la frontera con Chile, cruza todo el país en dirección oeste-este pasa por Cochabamba, Santa Cruz, Puerto Suárez, Puerto Quijarro y por último por Arroyo Concepción.

## Población
| Año  | Habitantes | Fuente     |
| ---- | ---------- | ---------- |
| 1992 | 1 608      | Censo 1992 |
| 2001 | 3 574      | Censo 2001 |
| 2012 | 5 302      | Censo 2012 |